# Квемо Болнісі
Квемо Болнісі (груз. ქვემო ბოლნისი) — село в Грузії.
За даними перепису населення 2014 року в селі проживає 4162 особи.